# Икс-мен почеци: Вулверин
Икс-мен почеци: Вулверин (енгл. X-Men Origins: Wolverine) амерички је суперхеројски филм из 2009. године, заснован на лику Вулверина из Marvel Comics-а. Ово је четврти филм у оквиру серијала Икс-мен, први у спиноф трилогији о Вулверину, и преднаставак филму Икс-мен (2000). Филм је режирао Гавин Худ, сценарио су написали Дејвид Бениоф и Скип Вудс, а продукцију је водио Хју Џекман, који уједно тумачи главну улогу. Уз њега глуме Лијев Шрајбер, Дени Хјустон, Доминик Монахан и Рајан Ренолдс. Радња прати Вулвериново детињство, његову сарадњу са Тимом Икс којим управља мајор Вилијам Страјкер, процес уграђивања неуништивог метала адамантијума у његов скелет у оквиру програма Оружје Икс, као и његов однос са полубратом Виктором Кридом.
Филм је углавном сниман у Аустралији и на Новом Зеланду, док су поједине сцене снимљене у Канади. Снимање је трајало од јануара до маја 2008. године. Продукцију и постпродукцију пратиле су бројне потешкоће: кашњења због временских услова и других обавеза Хјуа Џекмана, непотпун сценарио који је дорађиван у Лос Анђелесу током главног снимања у Аустралији, сукоби између редитеља и извршних продуцената студија 20th Century Fox у вези са уметничким смером филма, као и цурење незавршене верзије филма на интернет месец дана пре премијере.
Филм је премијерно приказан 8. априла 2009. у Сиднеју, док је у америчким биоскопима објављен 1. маја исте године. Добио је мешовите критике, али је био комерцијално успешан са зарадом од 179 милиона долара у САД и Канади, односно 373 милиона долара широм света. Након овог филма, уследила су још два наставка: Вулверин (2013) и Логан (2017). Почев од филма Дедпул (2016), Рајан Ренолдс је тумачио нову верзију свог лика из Почетака, Вејда Вилсона. Џекман и Ренолдс су касније поново заједно наступили у филму Дедпул и Вулверин (2024).

## Радња
Године 1845, дечак Џејмс Хаулет живи у Северозападним територијама и сведочи убиству свог оца од стране чувара имања Томаса Логана. У нападу беса, Џејмсова мутација се активира: из његових зглобова избијају коштане канџе, и он пробада Томаса, који пред смрт открива да је он заправо његов биолошки отац. Џејмс бежи са Томасовим другим сином, Виктором Кридом, својим старијим полубратом, који такође има канџе налик ноктима и способност самоисцељивања. Током наредног века, њих двојица учествују у Америчком грађанском рату, Првом и Другом светском рату, као и у Вијетнамском рату. У Вијетнаму, све насилнији Виктор покушава да силује једну Вијетнамку и убија официра који покуша да га заустави. Џејмс стаје у Викторову одбрану. Обојица бивају осуђени на стрељање, али преживљавају.
Мајор Вилијам Страјкер им нуди да се придруже Тиму Икс, групи мутаната у коју спадају снајпериста Агент Зиро, плаћеник са катанама Вејд Вилсон, телепортер Џон Рејт, суперснажни и неуништиви Фред Дјукс и технопата Крис Бредли. Џејмс (који сада користи надимак Логан) и Виктор се придружују тиму и извршавају неколико мисија, али Логан на крају напушта групу због недостатка контроле и емпатије код Виктора и других чланова.
Шест година касније, Логан ради као дрвосеча у Канади и живи са својом девојком Кејлом Силверфокс. Страјкер и Зиро га посећују и обавештавају да неко убија чланове тима, као и да су Вејд и Бредли већ ликвидирани. Логан одбија да се врати у службу, али када пронађе Кејлино крваво тело у шуми, схвата да је Виктор одговоран. Суочава се са њим у једном бару, али губи у тучи. Страјкер тврди да се Виктор одметнуо и нуди Логану начин да постане довољно снажан за освету. Логан пристаје на болну операцију током које му се скелет јача адамантијумом, готово неуништивим металом. Страјкер наређује брисање Логановог памћења како би га користили као оружје, али Логан то чује и бежи на оближњу фарму. Старији брачни пар га прихвата, али их Зиро следећег јутра убија и покушава да убије Логана. Логан обара хеликоптер и убија Зира, заклевши се да ће убити и Страјкера и Виктора.
Логан проналази Рејта и Дјукса у боксерској сали у Лас Вегасу. Дјукс, који је угојио због кривице и преједања, објашњава да Виктор још увек ради за Страјкера, који хвата мутанте ради експеримената у лабораторији познатој као „Острво”. Такође помиње Ремија „Гамбита” Лебоа, јединог који је успео да побегне са тог места. Логан и Рејт проналазе Гамбита у Њу Орлеансу, али се убрзо сукобљавају са Виктором, који убија Рејта и узима његову ДНК.
Гамбит пристаје да помогне у ослобађању мутаната заробљених у Страјкеровом објекту на Острву. Логан сазнаје да је Кејла жива — Страјкер ју је натерао да га надзире у замену за сигурност њене сестре. Међутим, Страјкер одбија да ослободи њену сестру и одбија да Виктору угради адамантијум, тврдећи да тестови показују да не би преживео процедуру. Уместо тога, Страјкер активира Вејда, сада познатог као Оружје XI, „убицу мутаната” са способностима више различитих мутаната.
Док се Логан и Виктор боре против Оружја XI, Кејла је смртно рањена док води заробљене мутанте ка професору Чарлсу Завијеру и сигурности. Након што Логан убије Оружје XI, Страјкер стиже и пуца Логану у главу метком од адамантијума, чиме га баца у несвест. Када покуша да убије Кејлу, она га ухвати и користи своју моћ убеђивања да га натера да хода док му ноге не прокрваре, након чега подлеже повредама. Логан се буди, али је изгубио памћење. Примећује да на његовој идентификационој плочици пише „Логан” са једне, а „Вулверин” са друге стране. Застаје поред Кејлиног тела, али је не препознаје.
У сцени после одјавне шпице, војна полиција приводи Страјкера на испитивање у вези са смрћу генерала Мансона, кога је Страјкер убио како би заштитио свој експеримент. У биоскопској сцени после шпице, Логан се налази у бару у Јапану, где га конобарица пита да ли пије да би заборавио. Он одговара: „Не, пијем да бих се сетио”. У сцени после шпице доступној на кућним издањима, рука Оружја XI извлачи се испод стена и додирује своју још увек живу главу.

## Улоге
| Глумац          | Улога                   |
| --------------- | ----------------------- |
| Хју Џекман      | Логан / Вулверин        |
| Лијев Шрајбер   | Виктор Крид             |
| Дени Хјустон    | Вилијам Страјкер        |
| Will.i.am       | Џон Рејт                |
| Лин Колинс      | Кејла Силверфокс        |
| Кевин Дјуранд   | Фред Дјукс              |
| Доминик Монахан | Крис Бредли             |
| Тејлор Кич      | Реми Лебо / Гамбит      |
| Данијел Хени    | Агент Зиро              |
| Рајан Ренолдс   | Вејд Вилсон / Оружје XI |